# Mirna El Helbawi
Mirna El Helbawi, en arabe : ميرنا الهلباوي, née en 1992, est une romancière, journaliste, podcasteuse et militante égyptienne,.  Elle est la fondatrice de Connecting Humanity (en), une organisation à but non lucratif qui aide les habitants de Gaza à retrouver l'accès à Internet grâce à des eSIM données,,. Elle est nommée pour le prix du journalisme arabe (en) en 2016. 

## Connecting Humanity
Les bombardements israéliens, les barrages électriques et les pénuries de carburant ont provoqué l'effondrement quasi-total des principaux fournisseurs de réseaux cellulaires de Gaza. Mirna El Helbawi découvre que les eSIM peuvent être utilisées pour reconnecter les habitants de Gaza en leur permettant de se connecter à des réseaux cellulaires distants, y compris les réseaux israéliens et égyptiens, lorsqu'ils sont en itinérance. Les deux premières personnes qu'elle a aidées à se reconnecter grâce aux eSIM sont le journaliste égyptien Ahmed El-Madhoun et la journaliste palestinienne Hind Khoudary (en).
En décembre 2023, 200 000 personnes vivant à Gaza (environ 10 % de la population) ont reçu un accès à Internet par le biais d'une eSIM. La nouvelle de l'initiative s'est rapidement répandue dans les médias sociaux et, en décembre, des eSIM d'une valeur de 1,3 million de dollars sont données à Connecting Humanity (en). Le projet est un effort international, des personnes de pays tels que les États-Unis, la Suisse et le Pakistan ayant fait don d'eSIM. Les donateurs utilisent le plus souvent Airalo et Simply pour générer des eSIMs qui peuvent ensuite être distribuées en Palestine.

## Écriture
Mirna El Helbawi est présélectionnée pour le prix du journalisme arabe (en) en 2016. Son premier roman, Amer comme le café, sucré comme le chocolat, est publié en 2018. Elle anime également le podcast Helbing.